# Партия национального доверия Ирана
Партия национального доверия Ирана' (перс. حزب اعتماد ملی ایران‎, hezb-e e’temâd-e melli-ye irân) — политическая партия реформистского толка в Иране. Основана видным государственным деятелем Мехди Карруби после поражения на президентских выборах в 2005 году. Входит в Реформистское движение Ирана («Движение 2-го хордада»), в его составе участвовала в парламентских выборах 2008 года, тогда реформисты набрали 23 % голосов.
На выборы президента 2009 года партия выдвинула своего председателя Мехди Карруби, однако он проиграл, не набрав и процента голосов.